# Hermanos Bertrand Renard
Los hermanos Bertrand Renard fueron una familia de industriales metalúrgicos y mineros que formaron parte del empresariado que propició la industrialización de Asturias en la segunda mitad del siglo XIX. Su padre era Charles Joseph Bertrand Demanet, maestro fundidor belga que se instaló en España en 1846 para encargarse del taller de molderías de la Real Fábrica de Trubia.
Eran nueve hermanos: Celestina (1842-1907), Alfredo (1842-1882), Julia (1847-1914), Carolina (1848-1927), Julio (1851-1938), Clementina (1853-1935) , Carlos (1855-1934) , Eugenio (1858-1938)  y Arturo (1862-1936).   

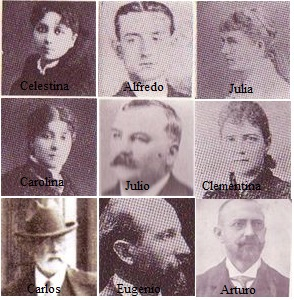
Hermanos Bertrand Renard (Asturias)

## Fundición Bertrand Hermanos
Fundición y Construcción Bertrand Hermanos, conocida como Bertrand Hermanos, era la denominación de la empresa familiar y había sido fundada por su padre en 1860 bajo la denominación de Fábrica de Fundición y Construcción de Bertrand. Se dedicó a la construcción de toda clase de obras en hierro dulce, fundido y en bronce, así como piezas de maquinaria. En el año 1902 producía 400 toneladas de material y tenía una plantilla de unos 90 a 100 trabajadores. Sus producciones fueron premiadas en las exposiciones de Oviedo y Gijón y aún pueden admirarse algunas de ellas en el mobiliario urbano de Oviedo, como una farola en la plaza del Fontán de dicha ciudad. Obra de Bertrand Hermanos fue, asimismo, la cúpula de la torre del Ayuntamiento ovetense construida en 1907, aproximadamente, y destruida durante la Guerra Civil. La fundición cerró hacia 1910.

## Actividad minera: Turón y Veguín-Olloniego
Continuaron con la actividad de explotación minera que había iniciado su padre en 1863 en el concejo de Mieres (Turón y Peñón) los hijos varones del maestro belga, sobre todo Alfredo (hasta su muerte prematura en 1882, a los 40 años), Julio, Eugenio y Arturo. Carlos, si bien no fue ajeno a esta actividad, se dedicó más intensamente al negocio de la madera. 
Los hermanos Bertrand Renard desarrollaron una activa gestión de los recursos hulleros desde mediados del siglo XIX. Aparecen en el Valle de Turón registrando decenas de pertenencias mineras a lo largo de la década de 1870, siendo el primer registro documentado el de “La Previsora 2”, realizado por Alfredo. Pero es en el coto minero de Veguín-Olloniego donde se constata una mayor actividad por parte de la familia. Julio, Arturo y Eugenio compran en 1895 las cinco sextas partes de las minas “Proserpina”, “Venganza”, “No te fíes”, “Aniceta” y “Hechicera”, que ya explotaban bajo el nombre comercial de Hulleras de Veguín, junto con el vendedor, Antonio Álvarez, y el industrial Eugenio Quintana Lavilla. Dentro de esta operación de compraventa se enmarca la constitución de la sociedad A. Bertrand y Compañía, con sede en Oviedo, en la que tienen participaciones el vendedor, Quintana Lavilla y los tres hermanos Bertrand Renard. En 1901, A. Bertrand y Compañía vende las cinco minas al ingeniero francés Jorge Freydier Dubreil, que ya había adquirido las concesiones vecinas de Olloniego, entre ellas “Josefina 1ª”, “Josefina 2ª” y Josefina 3ª”, pertenecientes a Julio Bertrand Renard. Este operaba con las sociedades Julio Bertrand y Cía. y Julio Bertrand, Sociedad en Comandita. La operación fue altamente rentable para los Bertrand, que vendieron por 280.000 pesetas lo que cinco años antes habían comprado por 20.000. Julio Bertrand y Cía -constituida en 1885 por Julio Bertrand Renard, Medardo Álvarez Escotet y Manuel Fernández Álvarez-  fue concesionaria en 1893 de la línea tranviaria de Mieres para enlazar sus instalaciones mineras  con la estación del Ferrocarril de León a Gijón. Todas las minas de Veguín y Olloniego pasaron finalmente a manos de la Compagnie Générale Minière, conocida en España como la Compañía General Minera. No obstante, en 1910, Quintana y los Bertrand volvieron a comprar las concesiones a esta última. La explotación minera como negocio familiar fue continuada en la primera mitad del siglo XX por un hijo de Arturo, Carlos Bertrand García-Tuñón.

## Compañía Gijonesa de Maderas C. Bertrand (S. en C.)
Fue creada en Gijón, en 1875,  por Demetrio Fernández-Castrillón, quien en 1883 se asoció con su cuñado el ingeniero Carlos Bertrand Renard bajo la razón social D. F. Castrillón y Compañía, asumiendo Bertrand la gerencia de la empresa. Con unos 12.000 metros cuadrados de almacén. 
"En 1882, siete años más tarde de la creación de la compañía de maderas Castrillón, Carlos Bertrand Renard se casó con Antena Fernández-Castrillón López-Acevedo, medio hermana de padre y ahijada de Demetrio, que a sus 50 años aún no se había casado ni tenía hijos. La dote de su hermana que, en 1883, entregó Demetrio a Carlos, era el 38% de la empresa, de la que, además, Carlos pasó a ser gerente. Entonces cambió la denominación a D.F. Castrillón y Compañía. Fue en 1900 -25 años después de su creación- cuando la propiedad de la empresa pasó enteramente a manos de Carlos Bertrand y su nombre fue cambiado por el de Compañía Gijonesa de Maderas C. Bertrand, S. en C". Estaba situada en el Natahoyo, frente a la estación del Norte, y llegó a ser tan conocida que a toda esa zona se la llamó “el Castrillón”.  Al filo del siglo XX, contaba con “unos extensos almacenes, iluminados eléctricamente”, conteniendo siempre de 9.000 a 10.000 metros cúbicos de madera de construcción y carpintería”, procedente de América, Suecia y Noruega, así como pino gallego y francés. Llegó a dar empleo a unos 100 obreros y contaba con 25 máquinas para trabajar la madera . En ella funcionó la primera barrilería mecánica de España. Fabricaba toneles, envases y unas renombradas cajas para sidra y vinos marcadas a fuego (producía hasta unas 100.000 cajas de embalaje al año), puertas, molduras y jambas, balcones y balaustres, palizadas, parqués y hasta chalés prefabricados enteramente de madera. Anexa se fundó posteriormente una fábrica de fundas de paja para botellas. Carlos Bertrand Renard traspasó en 1920, al cumplir los 65 años, el negocio, que se convirtió en una sociedad anónima cuya razón social fue Bertrand Maderas (S.A.), Sucesores de la Compañía Gijonesa de Maderas C. Bertrand (S. en C.). En la actual playa de Poniente de Gijón se conserva aún una chimenea de la Compañía Gijonesa de Maderas.
Bertrand y Fernández Castrillón fueron también socios, junto con otros empresarios locales, en La Gijonesa de Hilados y Tejidos, conocida como La Algodonera, y en la Compañía Asturiana de Artes Gráficas. Bertrand participó además en la Sociedad Asturiana de Refinación de Petróleo Santa Bárbara, Imprenta del Musel, Sociedad Electricista de Gijón, Minas de Hierro y Ferrocarril de Carreño (junto con su hermano Julio) y otras. Fue cónsul honorario de Bélgica y Caballero de la Orden de Leopoldo II.

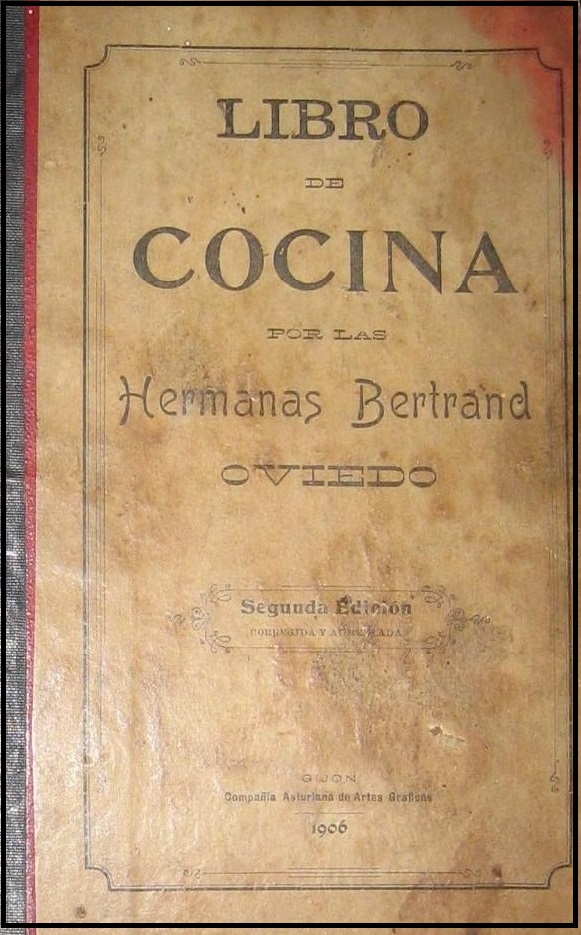

## Libro de cocina de las hermanas Bertrand
Celestina y Clementina Bertrand Renard publicaron, a finales de 1903, el primer libro de cocina que se editó en Asturias. De la obra vieron la luz dos ediciones más, en 1906 y 1909, y una versión facsímil de esta última publicada en 1990 por Editorial Auseva. El recetario ofrece platos asturianos y otros españoles e internacionales con el toque afrancesado que requería la época. Abre el libro con una sección titulada “Medio de encontrar marido”, y tras cuatro centenares de recetas de entrantes a postres, se explica la forma de hacer licores y consejos de economía doméstica: lavado de la ropa, elaboración de jabón y de betún para el calzado y de productos de tocador, como agua de azahar o polvos de arroz
Clementina estaba casada con el conocido músico Víctor Sáenz, famoso compositor de popurrís de música popular asturiana, con una decena de obras registradas en la Biblioteca Nacional de España. El matrimonio regentaba una conocida tienda de música en la calle de Cimadevilla de Oviedo, que era una importante casa editora de música y se convirtió en uno de los principales centros de difusión de la música asturiana. Este negocio aún pervive, aunque con otra propiedad y el nombre de Galería Musical Arévalo, Tienda de Instrumentos Musicales, en la ovetense calle del Marqués de Santa Cruz, número 3. Clementina era soprano y cantaba junto con su hermano Arturo, que era tenor, su hermana Julia y su cuñada Dolores García-Tuñón – esposa de Arturo e hija del senador Jovino García-Tuñón- en las representaciones líricas de la agrupación musical La Castalia y del Liceo de Oviedo, entidades ambas dirigidas por su marido. Amadrinó el noviazgo de su sobrina Sara Quintana Bertrand, hija de su hermana Carolina, con el político reformista y presidente del Congreso de los Diputados Melquíades Álvarez, noviazgo que no contaba con la aprobación de los padres de ella y que finalmente culminó en matrimonio.